# إشعاع طبيعي

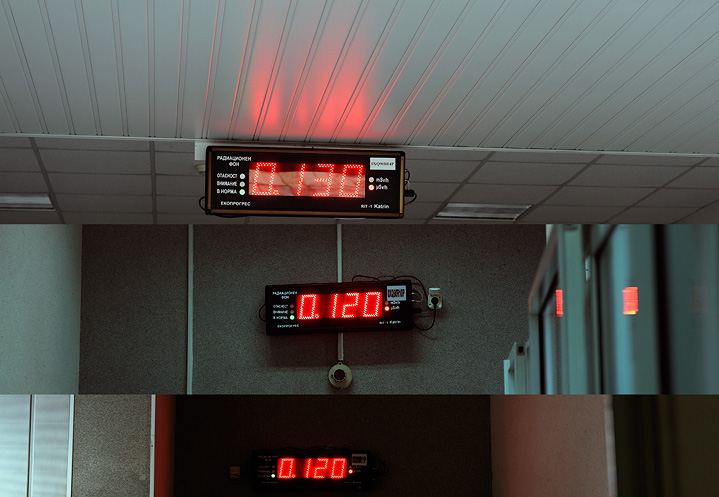
مبين مستوى الخلفية الإشعاعية شائعة في محطات الطاقة النووية وغيرها من المرافق تحت خطر التلوث النووي.

الإشعاع الطبيعي أو الخلفية الإشعاعية يوجد الإشعاع الطبيعي في كل مكان حولنا، ومصدره الصخور والتربة الأرضية كما يأتي إلينا جزء منها من الشمس والنجوم وهذه تسمى أشعة كونية . يتعرض للأشعة الكونية بصفة خاصة الطيارون والمضيفات في الطائرات وكذلك من يستخدم الطيران في سفره حيث يزداد معدلها بالارتفاع عن سطح الأرض . في النصف الثاني من القرن العشرين بدأ استخدام المفاعلات النووية وتقنية الإشعاع مما زاد من مصادر الإشعاع حولنا.